# Nanyang Jiangying Airport
Nanyang Jiangying Airport är en flygplats i Kina. Den ligger i provinsen Henan, i den centrala delen av landet, omkring 220 kilometer sydväst om provinshuvudstaden Zhengzhou.
Runt Nanyang Jiangying Airport är det tätbefolkat, med 570 invånare per kvadratkilometer. Närmaste större samhälle är Nanyang, 7,8 km väster om Nanyang Jiangying Airport. Trakten runt Nanyang Jiangying Airport består till största delen av jordbruksmark.
Genomsnittlig årsnederbörd är 906 millimeter. Den regnigaste månaden är augusti, med i genomsnitt 164 mm nederbörd, och den torraste är december, med 9 mm nederbörd.